# Свети Петар Ореховец
Свети Петар Ореховец је насељено место и седиште општине у Копривничко-крижевачкој жупанији, Хрватска. До територијалне реорганизације у Хрватској налазио се у саставу бивше велике општине Крижевци.

## Становништво
На попису становништва 2011. године, општина Свети Петар Ореховец је имала 4.583 становника, од чега у самом Светом Петру Ореховцу 279.

## Попис1991.
На попису становништва 1991. године, насељено место Свети Петар Ореховец је имало 307 становника, следећег националног састава:
| Попис 1991.‍  | Попис 1991.‍  | Попис 1991.‍ | Попис 1991.‍ | Попис 1991.‍ |
| ------------ | ------------ | ----------- | ----------- | ----------- |
|              |              |             |             |             |
| Хрвати       | Хрвати       |             | 305         | 99,34%      |
| неопредељени | неопредељени |             | 1           | 0,32%       |
| непознато    | непознато    |             | 1           | 0,32%       |
| укупно: 307  |              |             |             |             |